# Future Palace
Future Palace (с англ. «Дворец Будущего») — немецкая рок-группа из Берлина, основанная в 2018 году. В творчестве группы услеживаются черты пост-хардкора и альтернативы.
На данный момент коллектив выпустил два студийных альбома «Escape» (2020) и «RUN» (2022). Видеоклипы для последнего музыкального альбома снимал режиссёр Павел Требухин, работавший ранее с Imminence, Betraying The Martyrs, Landmvrks и Novelists. Также некоторые клипы были сведены вокалистом и гитаристом Annisokay Кристофом Вичореком.

## Формирование
Future Palace была основана в конце 2018 Марией, Мануэлем и Йоханнесом. Последние уже были участниками синти-поп-группы. С Марией они познакомились во время записи совместного клипа. Однажды группа Мануэля и Йоханнеса распалась и они решили создать свою новую группу. В качестве вокалиста они выбрали уже знакомую им Марию. Группу решили назвать Future Palace. Уже 26 марта 2019 года группа выпустила свой первый сингл «Maybe». Следом, 31 мая 2019 года, последовал второй сингл — «Anomaly». А 29 и 30 августа того же года группа отыграла свои первые концерты в Берлине и Гамбурге.

## Стиль и влияние
Группа записывает свои песни в стиле пост-хардкора и альтернативного рока. Также на стиль музыки повлиял синти-поп, в котором бывшая группа Мануэля и Йоханнеса исполняла свои песни. Кроме того, можно уследить нотки электроники 80-х годов. Сами же участники группы утверждают, что на их творчество повлияли Bring Me the Horizon, Pvris, The Midnight, а также музыкант Майк Олдфилд. Тексты для песен пишет сама Мария. Они посвящены личному опыту певицы, её бывшим отношениям, личной депрессии и внутренним конфликтам.
Слушатели и фанаты часто сравнивают их по звучанию с «Holding Absence», «Spiritbox» и «While She Sleeps».

## Контракт с Arising Empire
6 Марта 2020 года участники Future Palace заявили, что подписали контракт с лэйблом Arising Empire. В тот же день был выпущен первый их совместный сингл «Illusionist» с участием вокалиста группы Alazka Тобиаса Рише. Следом, 17 июля 2020, после выпуска очередного сингла «Ghost Capter» группа анонсировала свой дебютный альбом «Escape», который вышел 18 сентября 2020 года. Также, в начале 2021 года группа объявила о хедлайнере по всей Германии, но позже он был отменен из-за пандемии COVID-19.
5 Ноября 2021 года группа выпустила свой новый сингл «Paradise». А с выпуском сингла «Heads Up» в декабре 2021 года был анонсирован второй альбом группы «RUN», который вышел 2 июня 2022 года, а в апреле 2022 года состоялся тур с группой «Annisokay», который стал для коллектива первым хедлайнером.

## Дискография

### Escape(2020)
Альбом «Escape» повествует о том, что все люди по своей природе — социальные животные. Если люди чувствуют себя потерянными или одинокими, то их поддержат те, кому они доверяют. Они ищут сочувствия и понимания у своих близких, они ощущают себя нужными в объятиях близких, даже в самые трудные времена. Но что будет, если близкий — причина всех страданий?
В музыке данного альбома можно проследить нотки пост-хардкора, электроники 80-х годов, соула и синти-попа.
| №   | Английское название | Переведённое название |
| 1.  | Illusionist         | Иллюзионист           |
| 2.  | Twisted             | Запутанная            |
| 3.  | Maybe…              | Может…                |
| 4.  | Ghost Chapter       | Время Призраков       |
| 5.  | Lately              | Недавно               |
| 6.  | Parted Ways         | Расставание           |
| 7.  | Something New       | Нечто Новое           |
| 8.  | Anomaly             | Аномалия              |
| 9.  | Break Free          | Свободна              |
| 10. | My Air              | Мой Воздух            |
| 11. | Maybe — Stripped    | Maybe — Stripped      |

### RUN(2022)
Альбом рассказывает о последствиях токсичных отношений и показывает, что борьба за собственное спасение — только начало. Тексты песен воспевают взлеты и падения каждого человека.
В музыке данного альбома также можно проследить нотки пост-хардкора, электроники, а также певица попробовала себя в гроуле.
| №   | Английское название | Переведённое название |
| 1.  | Paradise            | Рай                   |
| 2.  | Dead Inside         | Умершая Внутри        |
| 3.  | Flames              | Огни                  |
| 4.  | Locked              | Зацикленная           |
| 5.  | Heads Up            | Головы Выше           |
| 6.  | Sleep Tight         | Спи Спокойно          |
| 7.  | Defeating Gravity   | Побеждая Гравитацию   |
| 8.  | Roses               | Розы                  |
| 9.  | Wounds              | Раны                  |
| 10. | A World In Tears    | Мир в Слезах          |
| 11. | Loco, Loco          | Чокнутая, Чокнутая    |
| 12. | Fever               | Жар                   |